# 北京亦庄新城现代有轨电车T1线
亦庄新城现代有轨电车T1线连接中华人民共和国北京市大兴区屈庄站至通州区定海园站，是北京地铁的一条现代有轨电车线路，全长11.9公里，共设14座车站，2020年12月31日投入运营，目前的发车间隔为8~10分钟/班。

## 车站

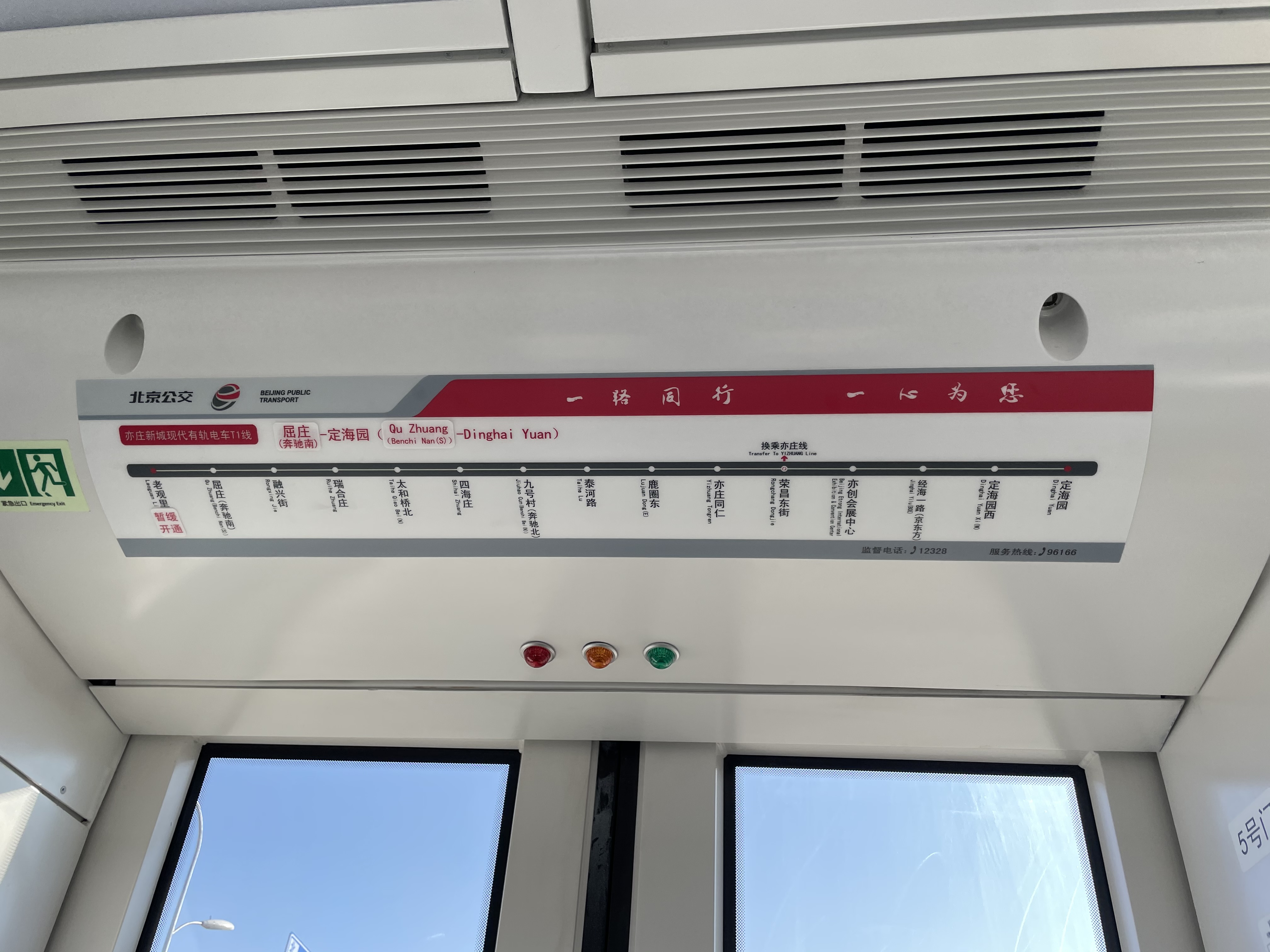
车内线路图

| 站名         | 里程 （米） | 站间距 （米） | 换乘     | 行政区 | 开通日期       | 站台设计 | 开门方向 |
| ------------ | ----------- | ------------- | -------- | ------ | -------------- | -------- | -------- |
| 老观里       | 不適用      | 不適用        | 不適用   | 大兴区 | 预计2030年年底 | 岛式     | 左侧     |
| 屈庄         | 0           | 0             | 不適用   | 大兴区 | 2020年12月31日 | 交错侧式 | 右侧     |
| 融兴街       | 801         | 801/787       | 不適用   | 大兴区 | 2020年12月31日 | 交错侧式 | 右侧     |
| 瑞合庄       | 1603        | 802/798       | 不適用   | 大兴区 | 2020年12月31日 | 交错侧式 | 右侧     |
| 太和桥北     | 2978        | 1375/1208     | 不適用   | 大兴区 | 2020年12月31日 | 岛式     | 左侧     |
| 四海庄       | 3616        | 638           | 不適用   | 大兴区 | 2020年12月31日 | 岛式     | 左侧     |
| 九号村       | 4609        | 993           | 不適用   | 大兴区 | 2020年12月31日 | 岛式     | 左侧     |
| 泰河路       | 5215        | 606           | 不適用   | 大兴区 | 2020年12月31日 | 岛式     | 左侧     |
| 鹿圈东       | 5954        | 739           | 不適用   | 大兴区 | 2020年12月31日 | 岛式     | 左侧     |
| 亦庄同仁     | 7182        | 1228          | 不適用   | 大兴区 | 2020年12月31日 | 岛式     | 左侧     |
| 荣昌东街     | 7786        | 604           | █ 亦庄线 | 大兴区 | 2020年12月31日 | 岛式     | 左侧     |
| 亦创会展中心 | 8394        | 608           | 不適用   | 大兴区 | 2020年12月31日 | 岛式     | 左侧     |
| 经海一路     | 9762        | 1368          | 不適用   | 通州区 | 2020年12月31日 | 交错侧式 | 右侧     |
| 定海园西     | 11019       | 1257/1083     | 不適用   | 通州区 | 2020年12月31日 | 交错侧式 | 右侧     |
| 定海园       | 11899       | 880/1055      | 不適用   | 通州区 | 2020年12月31日 | 岛式     | 左侧     |

## 历史
2020年5月8日，正式启动为期3个月的空载试运行；同年12月31日，首通段（屈庄至定海园站）开通运营。

## 车辆
亦庄T1线采用DC 750V接触网供电，使用京车公司制造的BQK02型列车，采用低地板设计，共19组（YZ 101~YZ 119），每列车有5节车厢，2M1T2F 编组，即按动车—悬浮车（没有车轮）—拖车—悬浮车—动车排序，其中动车和拖车设有转向架，拖车车顶装有高压箱和受电弓，悬浮车车顶装有辅助逆变器（含充电机），动车车顶装有牵引逆变器和储能电容。列车的储能电容由中车四方所提供，高压箱、牵引电机、牵引逆变器和辅助逆变器由江苏经纬轨道交通设备提供。

## 车辆段
目前亦庄T1线以屈庄站附近的屈庄临时车场作为车辆的停放和调度场地，待老观里站开通后启用老观里车场。

## 购票
与国内其他现代有轨电车不同的是，亦庄T1线采用北京地铁的分段计价系统，即起步票价3元，全程票价4元，乘客在购票后方可进站乘车。
乘客可通过售票机单独购买二维码车票，亦可在闸机处直接使用一卡通刷卡或亿通行APP刷二维码乘车。所有车站均为半开放式站台，售票机位于站台一侧。
在屈庄、融兴街、瑞合庄、经海一路、定海园西五座车站转换乘车方向时，须在当前站台出闸，再从另一侧站台进闸，费用按照两段里程分别计算。
此外亦庄T1线与亦庄线的荣昌东街站通过过街天桥进行出站换乘，不与其他线路联合计费。

## 未来发展
未来T1线設老观里站，同时主线将继续南延，并增设支线。